# Fabriksdjurhållning

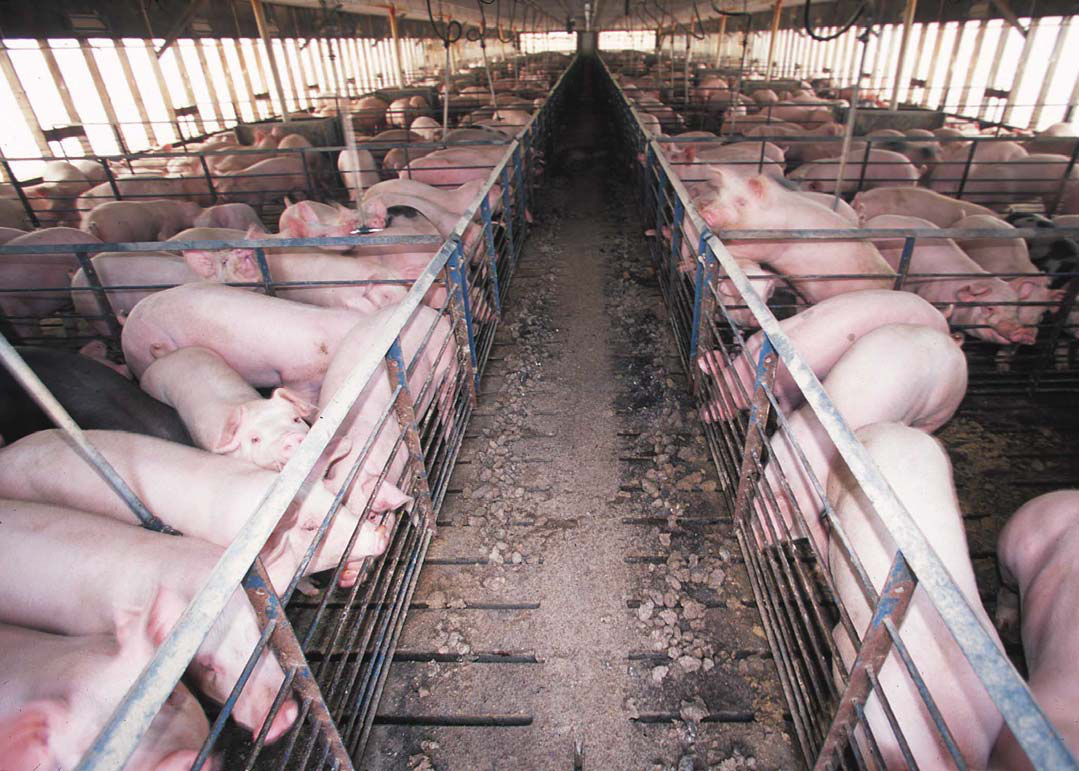
Grisar i en djurfabrik

Fabriksdjurhållning är en sätt att föda upp djur för att möta den stora efterfrågan på kött och andra animaliska livsmedelsprodukter. Det sker genom att djur såsom nötkreatur, kyckling och fisk hålls på en mindre yta än vad som är fallet med andra former av djurhållning för livsmedelsproduktion. De viktigaste produkterna i denna industri är kött, mjölk och ägg för livsmedelsändamål. Det har ofta lyfts frågor om huruvida fabriksdjurhållning är hållbart och etiskt.